# БТР-50
БТР-50П (заводський шифр — об'єкт 750) — радянський гусеничний бронетранспортер на базі шасі легкого плаваючого танка ПТ-76.
БТР-50 брав участь у Шестиденній війні, Війні Судного дня та російсько-українській війні.

## Історія створення
Згідно із тактико-технічним завданням, розробленим ДБТУ, передбачалося створення двох бойових машин — плаваючого легкого танка і бронетранспортера на його базі з максимально можливим ступенем уніфікації.
Проєктування бронетранспортера «об'єкта 750» велося ВНДІ-100 в Ленінграді паралельно з танком ПТ-76 (об'єкт 740), але з невеликим відставанням. Це було пов'язано з тим, що ряд конструктивних рішень, як водометні рушії, — повинні були пройти перевірку на ПТ-76. Успішні випробування танка надали конструкторам впевненості, що бронетранспортер вийде не менш вдалим.
При створенні машини особливі труднощі викликала розробка навантажувального пристрою, потрібного для перевезення на бронетранспортері важкого озброєння аж до дивізійних гармат і автомобіля ГАЗ-69. Воно було запропоновано у двох варіантах: лебідка з приводом від основного двигуна машини для навантаження по відкидним апарелям чи кранова установка з електроприводом. Останній варіант відкинули через його надмірну конструктивну та експлуатаційну складність.
Перший дослідний зразок бронетранспортера був виготовлений у квітні 1950 року, а в липні відбулися його заводські випробування, в тому числі і пробігом на 1500 км.
Тим часом на ЧКЗ з урахуванням результатів заводських випробувань виготовили ще два примірники об'єкта 750 і в серпні 1950 року пред'явили їх на державні випробування. Вони проводилися з 4 по 29 вересня в районі р. Бровари Київської області за програмою, затвердженою 1-м заступником військового міністра Маршалом Радянського Союзу Соколовським В. Д. і міністром транспортного машинобудування Є. І. Максарєвим. Комісія, що проводила їх, порахувала, що бронетранспортер випробувань на гарантійний кілометраж не витримав. Тому, згідно з постановою Ради Міністрів СРСР від 31 грудня 1950 року, Мінтрансмаш, ЧКЗ і ВНДІ-100 були зобов'язані виготовити до 1 травня 1951 року два бронетранспортери з усунутими недоліками і пред'явити їх державній комісії.
З 1954 року було розпочато випуск бронетранспортера. Всього було виготовлено 6500 екземплярів.
БТР-50 також виготовлявся за ліцензією в Чехословаччині та Польщі під позначенням OT-62 TOPAS.

## Опис
Бронетранспортер БТР-50ПК призначений для транспортування по суші й на плаву особового складу (десанту) мотострілецьких підрозділів чи військових вантажів в умовах можливого вогневого впливу противника. БТР-50ПК — бойова броньована гусенична машина легкого типу. Бронетранспортер забезпечує перевезення і переправу двадцяти десантників у повному бойовому спорядженні або 2000 кг вантажів, розміри яких не перевищують 1,5×1,4×1,3 м.
Екіпаж бронетранспортера складається із двох чоловік: командира і механіка-водія.

## Конструкція
Бронетранспортер БТР-50ПК відрізняється від плаваючого танка ПТ-76Б (ПТ-76) відсутністю башти з гарматним озброєнням, конструкцією надводної частини корпусу і обладнанням жилих відділень.

### Основні частини
- броньовий корпус
- моторна установка
- трансмісія
- ходова частина
- водохідний рушій
- електрообладнання
- та засоби зв'язку

На бронетранспортері є перевізний комплект запасних частин, інструменту і приладдя.
Броньовий корпус бронетранспортера має три відділення:
- управління
- десантне
- моторно-трансмісійне

У зв'язку з цим корпус танка ПТ-76Б, на базі якої випускається бронетранспортер, конструктивно змінено.
Лобова частина корпусу відрізняється наявністю верхнього лобового листа, в який зліва вварено підставку люка командира бронетранспортери з кришкою і трьома шахтами — в них розміщені призматичні прилади спостереження ТНВ-Б. Кришка люка забезпечена стопором, що фіксує її в вертикальному положенні. Для полегшення її відкривання і попередження травм при закриванні на кришці встановлений торсіон. У закритому положенні кришка люка зсередини закривається замком.
У середній частині верхнього лобового листа розташований люк механіка-водія з кришкою, в якій знаходиться призмовий прилад спостереження ТНВ-Б, використовуваний при русі на плаву з піднятим хвилевідбивним щитом.
З метою захисту екіпажу від свинцевих бризок, що відлітають від куль, люк має огорожу, приварену зовні по його периметру. Усередині, уздовж нижнього краю люка, прикріплена легкознімна запобіжна подушка для попередження травмування особи механіка-водія при водінні по-похідному з відкритим люком.
Нижче люка механіка-водія розміщені три прилади спостереження ТНВ-Б. Нічний прилад спостереження механіка-водія ТВН-2Б ставиться на місце ТНВ-Б в кришці люка або на місце центрального — в лобовому листі.
Праворуч від люка механіка-водія у верхньому лобовому листі зроблений виріз, куди встановлюється прилад спостереження МК-4 командира десанту. У нічний час він замінюється на монокулярний прилад нічного бачення ТКН-1Б або ТКН-1БС. ІК-освітлювач ОУ-3 кріпиться при цьому на його броневой огорожі.
У порівнянні з танком у бронетранспортера збільшена висота верхніх бортових листів, що утворюють бічні стінки десантного відділення. На лівому верхньому бортовому листі змонтований поворотний броньований стакан антенного вводу. У правий верхній бортовий лист уварений кожух припливного вентилятора. В обох цих листах є по два оглядових лючка, які можуть використовуватися для стрільби з особистої зброї.
У задній стінці десантного відділення є відкидний лист, у якому є лючок для стрільби з особистої зброї. На цій стінці праворуч приварений броньовий кожух витяжного вентилятора, призначений для відсмоктування забрудненого повітря з десантного відділення і вмикається разом з припливним вентилятором тільки на стоянці бронетранспортера при непрацюючому двигуні і закритих люках.
Дах над десантним відділенням складається з зварених між собою броньових листів і має два люка, що закриваються кришками і призначених для входу і виходу десанту і навантаження майна. Кришка переднього люка може фіксуватися у вертикальному положенні. У ній є лючок для стрільби з особистої зброї при відкритому люку. Задній люк закривається двома кришками.
З 1962 року на даху десантного відділення за люком командира під броньовим ковпаком встановлюється нагнітач, такий же, як у системі ПАЗ танка ПТ-76Б. З цього ж часу було запроваджено індивідуальний забір повітря в двигун через вхідний патрубок, що знаходиться в лівому задньому куті даху десантного відділення.
На кормі бронетранспортера є крюк для буксирування артсистем: 57-/76-/85-мм гармат.
Відділення управління розташоване в носовій частині корпусу. На відміну від танка, в ньому, крім сидіння механіка-водія, розміщені ще два сидіння: командира бронетранспортера і командира десанту. Сидіння командира бронетранспортера встановлено біля лівого борту. Його можна регулювати по висоті і перевертати м'якою подушкою вниз. У цьому разі командир може їхати стоячи у відкритому люку. Він стає ногами на тильну сторону сидіння, до якої прикріплений гумовий килимок. Сидіння командира десанту розміщено праворуч від сидіння механіка-водія.

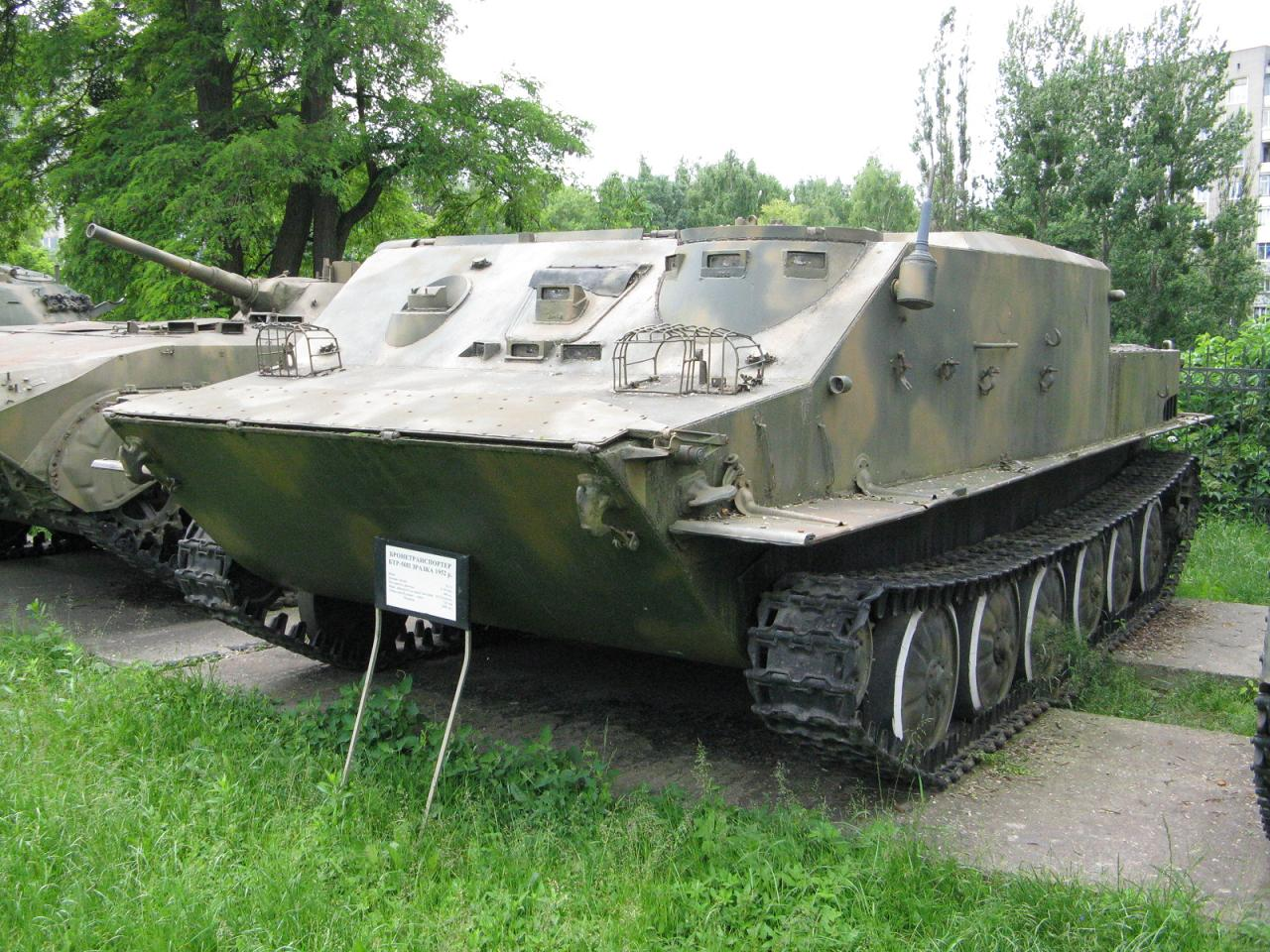
БТР-50 на зберіганні у Луцьку

На нижньому лобовому листі знаходяться коробки для укладання боєкомплекту кулемета, ЗІП радіостанції і частина ЗіПа машини. Відділення управління освітлюється двома плафонами. В решті воно обладнане так само, як відділення управління танка ПТ-76Б.
Десантне відділення займає середню частину корпусу машини. Уздовж цього відділення встановлено п'ять сидінь. Середні сидіння — знімні: їх стійки вставлені у втулки, приварені до планок і ребрам жорсткості днища. Бічні сидіння розташовані на надгусеничних полицях корпусу, і їх подушки кріпляться до них ременями. У передній частині десантного відділення знаходиться дерев'яний укладальний ящик для нічного приладу механіка-водія. На лівому борту близько моторної перегородки розміщений апарат ТПУ А-3, від якого шнур з нагрудним перемикачем виведений назовні через отвір в задній стінці десантного відділення. Цей апарат служить для зв'язку командира десанту з командиром і механіком-водієм бронетранспортера при знаходженні десанту зовні машини.
На правому передньому пілерсі розміщений по-похідному кулемет ПКБ в чохлі. По-бойовому кулемет разом з турельною установкою кріпиться до одного з двох кронштейнів: або до переднього, або заднього. Кронштейни однакові по конструкції і монтуються: передній — на П-подібній балці даху десантного відділення, задній — на окремому бронелисті задньої стінки. Турельна установка забезпечує стрілянину по курсу в секторі 113° і на корму в секторі 93°. Боєкомплект кулемета складається з 1250 патронів.
До 1968 року бронетранспортер комплектувався кулеметом СГМБ, який по-похідному кріпився на лівому пілерсі. По-бойовому кулемети СГМБ і ПКБ встановлювалися на ті ж місця без переробок.
Моторно-трансмісійне відділення (в тому числі двигун і трансмісія), ходова частина (у тому числі водохідний рушій) такі ж, як у танка ПТ-76 або ПТ-76Б.

## Відмінності модифікацій
У бронетранспортера БТР-50П, на відміну від БТР-50ПК, немає даху над десантним відділенням, що дозволяє транспортувати на ньому артилерійські системи або автомобілі. Для цієї мети на ньому є навантажувальний пристрій, лебідка якого, балки і опорні стійки для установки артилерійської системи або автомобіля розміщені в десантному відділенні. Візки і складні апарелі знаходяться на даху моторно-трансмісійного відділення. У десантному відділенні є три кронштейна для установки кулеметів десанту.

## Можливості щодо транспортування
Для транспортування на бронетранспортері БТР-50П можна розмістити один з наступних видів зброї з боєприпасами, майном і гарматним розрахунком:
- три 82-мм безвідкатних гармати Б-10, 24 постріли до них (у штатних ящик), перевізний ЗІП (в ящиках) і три гарматних розрахунки по чотири людини в кожній
- три 82-мм міномета зр. 1937 р., 120 мін до них (у 12 штатних ящиках), перевізний ЗІП (у трьох сумках), три банники в зборі і три мінометних розрахунки по чотири людини в кожній
- одну 107-мм безвідкатну гармату Б-11, постріли до неї (у штатних ящиках), перевізний ЗІП і п'ять чоловік гарматної обслуги
- один 120-мм міномет, 32 міни (16 штатних ящиках), перевізний ЗІП і мінометний розрахунок з шести осіб
- одну 57-мм або 76-мм гармату, 25 пострілів (у п'яти штатних ящиках), перевізний ЗІП і п'ять чоловік гарматної обслуги
- одну 85-мм гармату та дві особи гарматної обслуги

Перераховане озброєння розміщується в десантному відділенні бронетранспортера або над ним.
Крім того, на БТР-50П можна завантажити для транспортування легковий автомобіль високої прохідності ГАЗ-69.

## Інші машини на базі БТР-50
Командно-штабна машина БТР-50ПУ
Командно-штабна машина БТР-50ПУ на базі БТР-50 являла собою гусінну КШМ з можливістю влаштування в ній робочих місць командирів і фахівців зв'язку для забезпечення управління військами як на марші, так і в ході бою чи на стоянці.
У штабному відділенні машини знаходився вузол зв'язку, що включав в себе комплекс радіо, радіорелейних і провідних засобів. До складу його входили радіостанції Р-112, Р-113, Р-105 або Р-105У, радіорелейна двоканальна телефонна станція Р-403БМ (напівкомплект), радіоприймач Р-311, польовий телефонний комутатор П-193А на 10 номерів, 4 телефонних апарата, 4 котушки з 600 м двопровідного кабелю на кожній.
Для внутрішнього зв'язку між членами екіпажу БТР-50ПУ використовувалися два комплекти переговорного пристрою Р-120.
На машині була і навігаційна апаратура — датчик курсу (гідрокурсопоказник КМ-2), датчик шляху ДП і курсопрокладач КП-2М1.
Для забезпечення роботи радіостанцій і навігаційної апаратури машина оснащувалася чотирма акумуляторними батареями 6-STAN-140М (замість двох на БТР-50ПК), портативним зарядним бензоелектричним агрегатом АБ-1-П/30, п'ятьма запасними акумуляторними батареями 2-НКН-24 і різними додатковими електроприладами.
КШМ БТР-50ПУ була обладнана фільтровентиляційною установкою, термодимовою апаратурою, автоматичною системою ППО і обігрівачем штабного відділення.
У середній частині штабного відділення встановлювався розсувний стіл для роботи з картами.
Місткість КШМ — 9 осіб.
Командно-штабна машина БТР-50ПУ згодом неодноразово модернізувалася, в основному за рахунок зміни складу обладнання, що призвело до появи у військах машин БТР-50ПУМ і БТР-50ПУМ1. Остання прийнята на озброєння в 1972 році.
Всюдихідний гусінний тягач для арктичних районів «Пінгвін»
УР-67 — самохідна установка розмінування
МТП-1 — машина технічної допомоги

### Білоруські розробки
- МТП-50М — білоруська машина технічної допомоги, виробництва «Минотор-сервіс»;
- МТП-300Т — білоруська машина технічної допомоги, виробництва «Минотор-сервіс».

## Бойове застосування

### Арабо-ізраїльські війни

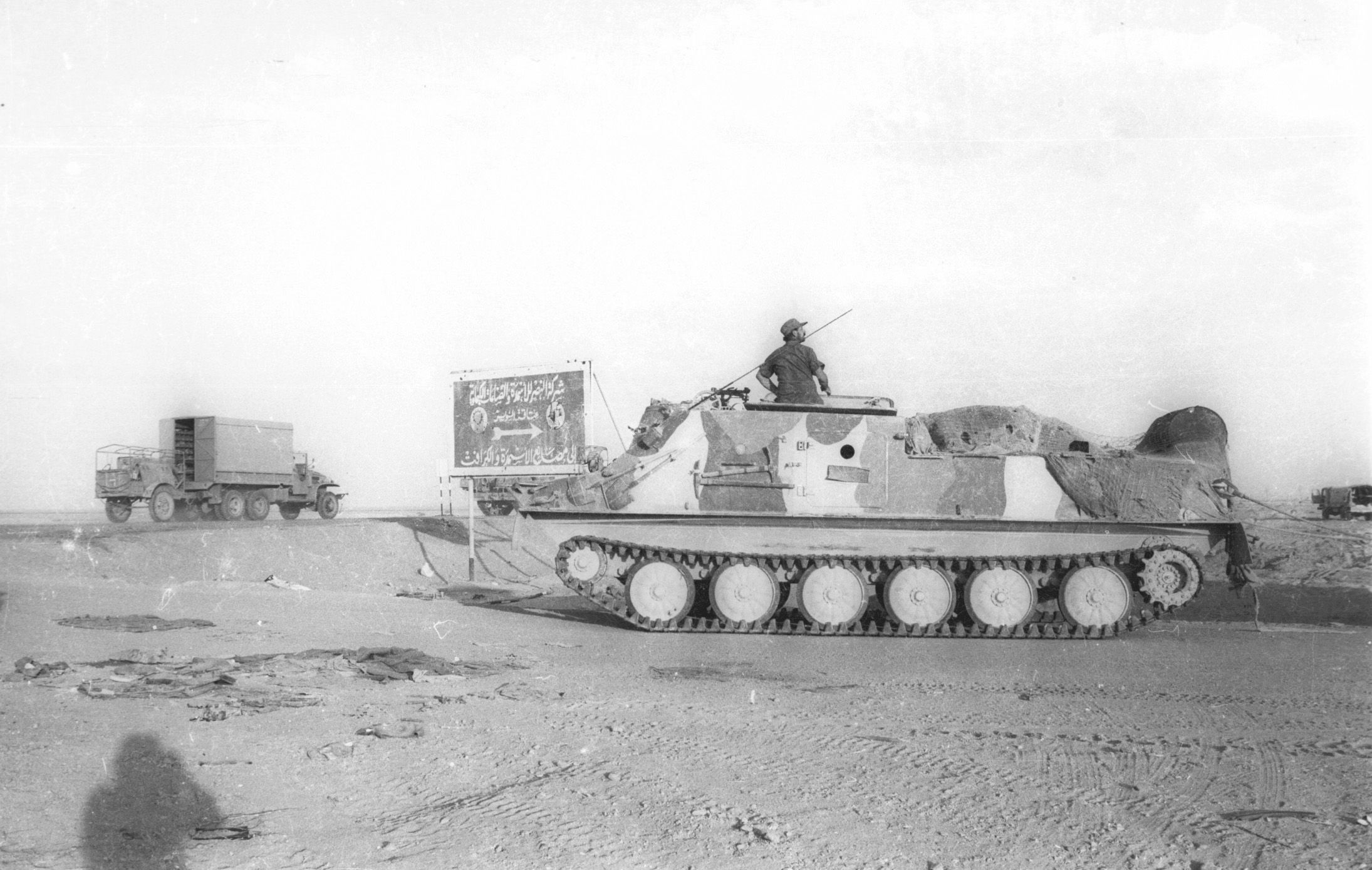
Захоплений єгипетський БТР-50, прийнятий на озброєння Ізраїлю під час Шестиденної війни 1967 року.

БТР-50 застосовували Єгипет і Сирія під час Шестиденної війни (1967), при цьому деякі з них були захоплені Ізраїлем. Деякі з трофейних машин згодом були використані Армією оборони Ізраїлю. Обидві сторони застосовували БТР-50 під час Війни на виснаження (1968–1970). Під час операції «Равів» (8–9 вересня 1969 року), амфібійного рейду через Суецький канал, три танки Т-54 і шість БТР-50 були використані для ударів по єгипетських позиціях у тилу.
БТР-50 знову застосовували Єгипет, Сирія та Ізраїль під час Війни Судного дня (1973). Під час цього конфлікту БТР-50, разом із Т-54 і Т-55, використовувалися Армією оборони Ізраїлю під час боїв у місті Суец та його околицях. Ізраїль захопив додаткові БТР-50 у єгиптян і сирійців. Деякі з цих машин згодом були передані Південноліванській армії.

### Російсько-українська війна
У лютому 2023 року повідомлялося, що Росія вивела з резерву частину БТР-50 та використала їх під час вторгнення в Україну. У жовтні 2023 року зафіксували перше бойове застосування російського БТР-50 на фронті в Україні: щонайменше один БТР-50 був візуально підтверджений як знищений українськими протитанковими мінами на північний схід від Авдіївки в Донецькій області під час масштабного російського наступу на місто.
Станом на 12 липня 2025 року редактори Oryx Blog знайшли фото чи відео підтвердження безповоротної втрати Росією 9 БТР-50, ще низка були пошкоджені.

## Оператори

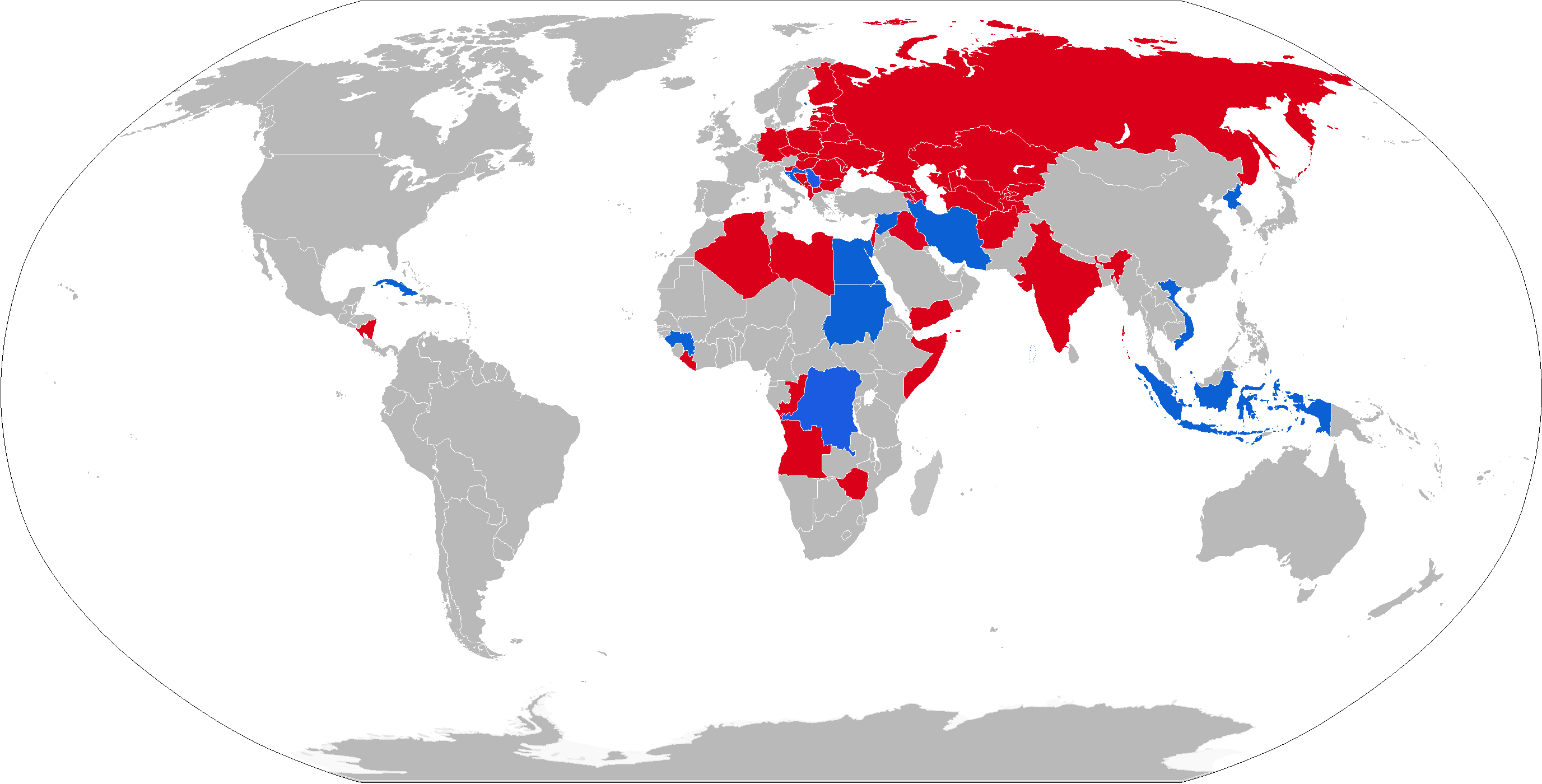
Країни-оператори БТР-50
Поточні
Колишні

### Поточні
- В'єтнам: деяка кількість БТР-50 на озброєнні, станом на 2024 рік[12].
- Гвінея: 10 одиниць БТР-50 на озброєнні, станом на 2024 рік[13].
- Демократична Республіка Конго: 3 одиниці БТР-50 на озброєнні, станом на 2024 рік[14].
- Єгипет: 500 БТР-50 на озброєнні, станом на 2024 рік[15]. 500 отримано, 100 модернізовано до стандарту ПКМ, інші — списані. Разом з 250 OT-62 TOPAS (дуже подібні за конструкцією, але побудовані в Чехословаччині) модернізовані в Україні в 2010[16].
- Індія: 100 одиниць БТР-50П та 34 БТР-50ПК на озброєнні, станом на 2024 рік[17].
- Іран: 300 одиниць БТР-50/БТР-60 на озброєнні, станом на 2024 рік[18].
- Північна Корея: деяка кількість БТР-50 на озброєнні, станом на 2024 рік[19].
- Куба: близько 500 БТР-152, БТР-50 та БТР-60 на озброєнні, станом на 2024 рік[20].
- Росія: близько 50 БТР-50 на озброєнні, станом на 2025 рік[21]. Беруть участь у повномасштабному вторгненні в Україну. Близько 1000 одиниць БТР-50П перебувало на озброєнні/зберіганні, станом на 2007 рік.
- Сербія: 12 одиниць БТР-50 на озброєнні, станом на 2024 рік[22].
- Сирія: деяка кількість БТР-50 на озброєнні, станом на 2024 рік[23].
- Судан: деяка кількість БТР-50 на озброєнні, станом на 2024 рік[24].
- Хорватія: 7 одиниць БТР-50 на озброєнні, станом на 2024 рік[25].
- Перу: деяка кількість БТР-50 на озброєнні, позначені як небоєздатні, станом на 2024 рік[26].

### Колишні
- Алжир: 110 БТР-50П/OT-62, станом на 2007 рік
- Ангола: 92 одиниці БТР-50 поставлені з СРСР в 1975 році
- Афганістан: 100 одиниць БТР-50 поставлені з СРСР в період з 1965 по 1966 рік
- Болгарія: 700 одиниць БТР-50 поставлені з СРСР в період з 1960 по 1963 рік
- Боснія і Герцеговина: 1 БТР-50, станом на 2010 рік BIH
- НДР: 200 одиниць БТР-50 поставлені з СРСР в період з 1959 по 1962 рік, використовувалися НДР під позначеннями SPW-50P і SPW-50PK
- Ємен: 100 одиниць БТР-50 поставлені з СРСР в 1973 році
- Ізраїль: деяка кількість БТР-50П, станом на 2001 рік, зняті з озброєння
- Індія: 200 одиниць БТР-50 поставлені з СРСР в період з 1978 по 1979 рік
- Ірак: деяка кількість БТР-50, станом на 2002 рік, зняті з озброєння
- Кіпр: 17 БТР-50П, за станом на 1990 рік
- Нікарагуа: 1 БТР-50ПУ поставлено з СРСР в 1982 році
- Перу: 10 одиниць БТР-50 поставлені з СРСР в 1976 році
- Польща: 200 одиниць БТР-50 поставлені з СРСР в період з 1959 по 1962 рік
- Словенія: 2 БТР-50ПУ, станом на 2007 рік
- Югославія: 120 одиниць БТР-50 поставлені з СРСР в 1965 році
- Угорщина: 150 одиниць БТР-50 поставлені з СРСР в 1960 році
- Фінляндія: 186 BMP-1TJ і БТР-50 YV1, станом на 2010 рік